# エリニア (小惑星)
エリニア (889 Erynia) は小惑星帯にある小惑星。マックス・ヴォルフがハイデルベルクのケーニッヒシュトゥール天文台で発見した。
ギリシア神話の冥府の女神、エリーニュスに因んで名付けられた。